# The Casualties

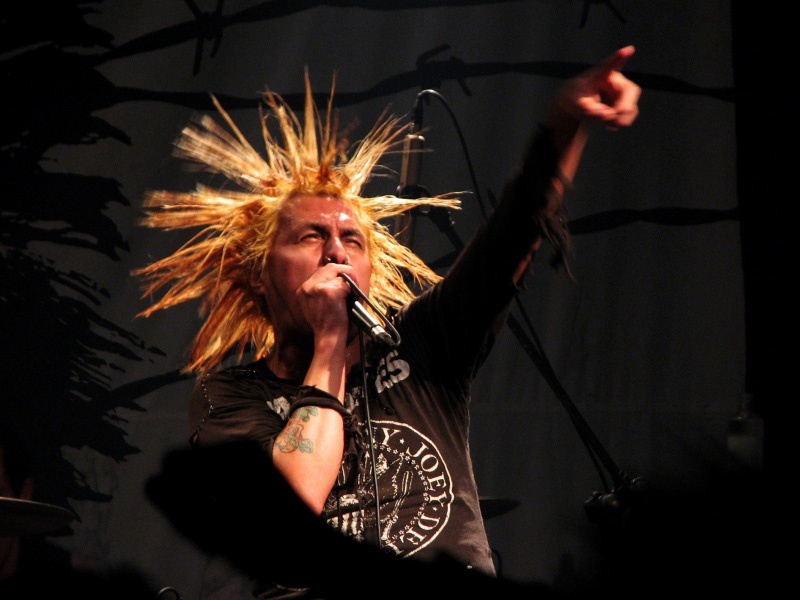
Джордж Херрера на концерті

The Casualties — стріт-панк-гурт з міста Нью-Йорк, утворений в 1990 році. Гурт має статус культового. Є однією з найзначніших стріт-панк гуртів согодення. Музика The Casualties направлена на повернення до того, що вони називають «золотою ерою» стріт-панку, куди входять такі гурти, як The Exploited, Charged GBH та Discharge, які, на їхню думку, зникли до 1985 року.

## Назва
|  | Джордж Херрера: Одного разу ми зібрались біля нашого улюбленого кутка. Тоді я розійшовся з дівчиною — ну, ти знаєш, як воно в молодості буває. Так ось, одна кумедна штука — інші хлопці в гурті (а швидше тоді ми намагались ним бути) також залишились без своїх подруг. Ми грали пісню «Casualty» («Жертва») ірландського гурту The Defects, та вирішили: «А давайте станемо Casualties»… Ми подумали, що це хороша назва. А член іншого гурту під назвою Public Nuisance, висунув свою теорію з приводу нашої назви. Він сказав: «Ви, хлопці, завжди п'яні, так чому ж не називається 40 Ounce Casualties» («Жертви сорока унцій»), тому що щоденно ми випивали 40 унцій пива. Пізніше з цього приводу в нас народилась пісня, та й свій перший міні-альбом ми так і назвали. Пізніше ми стали просто The Casualties. До цього нашим ім'ям було «чотири великих хлопця з кумедними черевиками». |

## Біографія
Хлопці з ранку до ночі тусувались на вулицях Нью-Йорку затарювались пивом та постійно носили з собою бумбокс на якому по радіо слухали панк-музику. Тоді вони й вирішили створити свій власний гурт. Сцена Нью-Йорку переважно була хардкоровою, також були скінхеди лівого крила. Справжнього панку, за словами гурту, не було, а була лише музика, яка належала до рок-н-ролу.
Спочатку склад гурту постійно мінявся: різні музиканти приходили до гурту переважно для того, щоб просто випити та розважитись та довго не затримувались в ній (пізніше це знайшло відбиття в EP під назвою Drinking Is Our Way of Life. Згодом вийшов перший сингл гурту «40 Ounce Casualty».
Перший склад гурту складався з Коліна та Джорджа на вокалі, Юрееш на ударних, Хенка на гітарі та Марка на бас-гітарі. Колін пішов через кілька місяців, щоб завершити своє навчання, в той час, як Рехіл, вокаліст гурту Rivits, зайняв його місце. В той час вони записують свою першу студійну пісню «Political Sin».
На той момент, Колін, Джордж, Юрееш, та Марк разом зібрали демо. Фред замінив Хенка, але потім Фред пішов вчитись, і Скотт з C Squat поповнив склад гурту. Інший гітарист, Стів з Distraught також поповнив склад протягом цього періоду. Далі був записаний міні-альбом під назвою — 40 Oz. Casualty. До 1992 року гурт піднявся і мав багато фанатів в Нью-Йорку. 1993 року басист Марк та гітарист Фред були замінені на Майка та Джейка, згодом в 1994 році барабанщик Юрееш також був замінений, з цього моменту на ударних стал грати Шон. 1995 року вийшов другий реліз гурту, міні-альбом Fuckin Way of Life на лейблі Eyeball Records. 1996 року Шон покинув гурт, і Меггерс з Rivits прийшов на його місце та став постійним барабанщиком гурту. Таким складом вони продовжували грати до 1997 року. Також в 1996 році Casualties виступили на легендарному літньому лондонському фестивалі Holidays in the Sun (названий на честь однойменної пісні гурту Sex Pistols). Вони були першим американським гуртом на фестивалі. 1997 року гурт випустив свій дебютний альбом For the Punx. Згодом Casualties вирушають у своє перше турне по Америці разом х гуртом Varukers.
В 1998 році вийшов альбом «Underground Army» на лейблі Tribal War Records, а в 1999 цей альбом був перевиданий на Punk Core Records.
Джоні (з The Krays) виступав як басист до 1999 року (пізніше в цьому ж році його місце на постійній основі зайняв Рік з гурту Manix). В цьому ж році, після світового турне, колектив випустив збірник своїх ранніх пісень The Early Years: 1990—1995.
У 2000 році Casualties після свого четвертого світового турне випустили міні-альбом Who's in Control та третій повноцінний альбом Stay Out of Order.
У 2001 році гурт випускає диск Die Hards, після чого вирушає в тур, включаючи в себе Vans Warped Tour та перший американський Holidays in the Sun, де гурт виступав серед легендарних гуртів типу Exploited, G.B.H., Cockney Rejects, Slaughter and the Dogs та багатьох інших. В лютому 2003 року вийшла трибют-збірка гурту Ramones We're a Happy Family — A Tribute to the Ramones, в якій The Casualties записувались серед інших відомих панк-рок гуртів. Гурт виконав кавер Blitzkrieg bop, згодом виконуваний на багатьох концертах.
The Casualties продовжили робити високоякісні-енергетичні записи (у 2004 році вийшов альбом On the Front Line, а у 2005 — En La Linea Del Frente), також вони здійснили тури по США та іншим країнам(Європа, Японія та Мексика). Альбом Under Attack випущено на SideOneDummy Records у 2006 році, в підтримку якого гурт влаштовував тури практично без перерви протягом 3 років в підтримку цього альбому. Їх новий альбом We Are All We Have, був також випущений на лейблі SideOneDummy 25 серпня 2009 року.. За словами вокаліста гурту Джорджа Херрера наступний альбом гурт випустить вже на іншому лейблі. Квартет часто знаходиться в різних турне, лише деколи робить нетривалу перерву, щоб записати новий альбом.

## Творчість
Всі члени гурту віддають перевагу різним стилям від європейського панку до американського хардкору, через це при записі альбому учасники шукають компроміс.
The Casualties відстоюють інтереси робочого класу, до якого завжди належали члени їх сімей.
Хлопці записали декілька політично направлених композицій, проте стараються не заглиблюватись в політику, бо, за словами вокаліста Джорджа, людину можуть використати, як маріонетку.
|  | Джейк Колатіз:Що капіталістичнішою стає Америка, то важче і важче вижити нищим класам, тому що ми вигрібаємо все з свого гаманця. Це схоже на місце, де можна було б просто жити, але зараз вони знаходять дедалі більше і більше речей про які пишуть закони, і тим вони відбирають у нас ще трохи свободи. |

## Склад

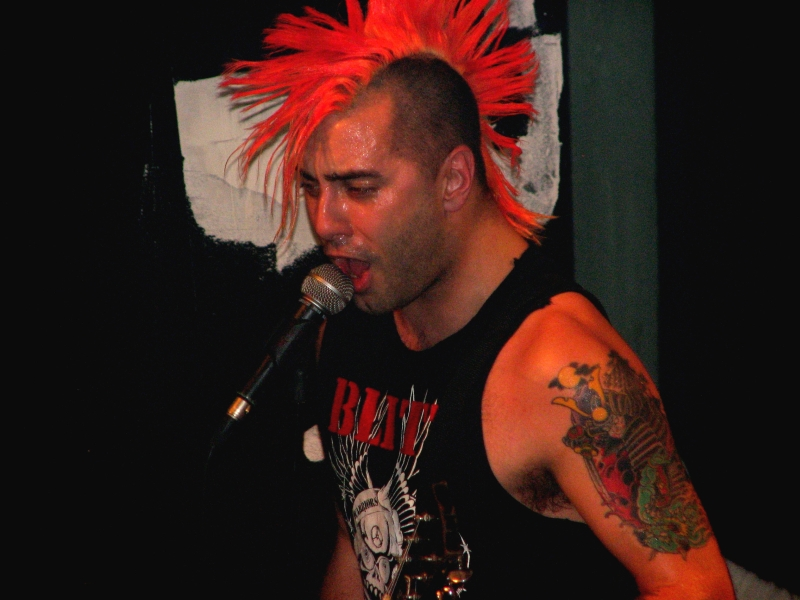
Джейк Коллінз

Поточний склад
- Хорхе Херрера — вокал (1990-дотепер)
- Рік Лопез — бас-гітара (1999-дотепер)
- Джейк Колатіз — гитара (1993-дотепер)
- Марк «Меггерс» Еггерс — ударні (1995-дотепер)

Колишні учасники
- Колін Вульф — вокал (1990—1994)
- Юрееш Хукер — ударні (1990—1994)
- Хенк — гітара (1990—1991)
- Марк Йошітомі — бас-гітара (1990—1993)
- Фред — гітара (1991—1993)
- Майк Робертс — бас-гітара (1993—1997)
- Джоні Росадо — бас-гітара (1997—1999)
- Шон — ударні (1993—1994)

Схема
Не вдається зібрати вхід EasyTimeline:

Timeline generation failed: 6 errors found

Line 6: TimeAxis = orientation: horizontal format: yyyy

- TimeAxis definition incomplete. No value specified for attribute 'orientation'.

Line 7: Colors =

- TimeAxis definition incomplete. No value specified for attribute 'horizontal'.

Line 8:   id:vocals    value:red        legend:Вокал

- New command expected instead of data line (= line starting with spaces). Data line(s) ignored.

```
 

```

Line 13: Legend = orientation: horizontal position: bottom

- TimeAxis definition incomplete. No value specified for attribute 'format'.

Line 14: ScaleMajor = increment:2 start:1990

- TimeAxis definition incomplete. No value specified for attribute 'yyyy'.

Line 41: PlotData=

- PlotData invalid. No (valid) command 'TimeAxis' specified in previous lines.

## Концерти в Україні
- 17 квітня 2014 року у Києві в пабі «Бочка» на Верхньому Валу відбувся концерт гурту.[9]

## Дискографія

### Збірки
2010 — For the Casualties Army

### Відео
- 1998: Live at NewCastle Riverside
- 1998: Underground Army World Tour
- 2000: Violence
- 2000: Nightmare
- 2001: Get Off My Back
- 2004: Tomorrow Belongs to Us
- 2006: Can't Stop Us
- 2006: On City Streets
- 2009: We Are All We Have
- 2009: War is Business
- 2013: My Blood. My Life. Always Forward.
- 2013: Ten Years of Destruction/Live at CBGB's